# Босанска Крупа
Босанска Крупа је градско насеље и сједиште истоимене општине у западној Босни, Федерација БиХ, смјештена у долинама ријека Уне и Крушнице. Према прелиминарним подацима пописа становништва 2013. године, у Босанској Крупи је пописано 10.196 лица.

## Географија
Највећи дио града развио се на ниском превоју између брда Хума и Старог града на надморској висини од 176 метара у проширеном дијелу ријеке Уне. Од Бихаћа је удаљена 30 км североисточно.

## Историја
Приликом једног османског похода на Беч освојио га је Кара-Мустафа паша Соколовић. Посљедњи капетан био је војвода Петар Бакић, који се утопио на ушћу Крушнице у Уну. Док се водила одсудна битка на лијевој обали Уне, на мјесту гдје се данас налази жељезничка станица налазила се утаборена десетак дана аустријска војска, састављена већином од Хрвата, али под заповједништвом Нијемца Ауерсперга који није хтио помоћи опкољеним Крупљанима. Једна група од осамдесетак Хрвата је покушала доћи у помоћ, али су их османски војници спријечили.
Нови мост на Уни, назван по престолонаследнику Петру, пуштен је у саобраћај 21. септембра 1934, када је и освећен Дом Краља Александра.

### Други свјетски рат
У Босанској Крупи покољ је почео нешто раније 26. јула 1941. године и трајао до 4. августа. Прво су убијани само мушкарци, а затим свако живо српско биће на које су усташе наишле тих дана. Неке су убијали секирама и бацали у Уну, неке из пушака над ископаним јамама, а неке живе бацали у реке као становнике села Варошана где су „преко 300 жена и деце везали по седам заједно и тако везане бацили их у реку Глиницу у којој су се сви подавили".
Поред грађана, по причању самих усташа, у срезу Босанска Крупа убијено је и око 5.000 сељака.
Да наведемо овде још три случаја масовног покоља Срба, у неким селима среза Босанске Крупе, извршене у исто време када и у самој Крупи. 30. јула 1941. године муслимани и усташе упале су у село Језерско и „почели да пале куће, кољу и убијају нејако и слабо". Том приликом учињена су највећа зверства над незаштићеним становништвом. „Мучење је било ужасно! Хватали су жене, децу, девојке и мушкарце и просто измишљали са највећим задовољством на какве ће их муке ставити. Неке су убијали из пушке, другима су вадили очи, секли уши, нос, кидали нокте са прстију, парали мајчину утробу и унутра стављали дете, па их тако све оставили да у највећим мукама умру. Друге су затварали у куће по 50-100 заједно, и у кућама их спаљивали. Зликовцима је и то било мало, па су људима вадили срце и црева и са њима се извесно време са највећим задовољством играли".
Око Св. Илије муслимани усташе из села Мразовац, Бучевци, Варошка Ријека и Бужин напали су село Стабанџу, и извршили свиреп покољ. „Убијали су нас секирама, великим ножевима, косама, вилама и разним другим оружјем", казао је један сведок. Везивали су по 50-100 Срба и тражили „таквог муслимана који је могао најбоље да сече српске главе", да бих их убио, зашта је добијао „заслужену награду".
Нарочито је интересантан случај са покољем Срба у селу Миостре. Ово село већином муслиманско и само је у једном крају имало 37 српских кућа. „Данас овај заселак не постоји, куће су све разрушене, народ је без обзира на доба и пол поубијан, а тела њихова побацана у једну пећину ниже села". Из целог села остало је у животу само пет душа, људи који су се затекли одведени су у заробљеништво у Немачку, а једну девојку је један муслиман узео за жену и тако је спасао. Остала је још једна девојчица која је приликом масовног убијања била рањена и изгубила свест. Кад су убијане носили да баце у бездан-пећину, понели су и њу, рачунајући да је мртва. Касније је дошла свести и како је била међу горњим лешевима, те се на неки начин испузала, спасила и остала у животу. „Српску земљу ору данас муслимани".
напомена: у оригиналу Миостре вероватно село Миострах
Многи Срби страдали су приликом одласка на вашаре у поједине вароши, 27. јула 1941. године на вашару у Босанској Крупи похватани су сви Срби који су се ту затекли.
На многим местима, а нарочито у Босанској Крајини, Лици, Крбави и Банији усташе су силовале не само девојчице већ и децу. По селима среза Босанске Крупе „усташе су вршиле силовање малолетних девојчица, па их после убијали".
Многе српске православне цркве служиле су усташама као затвори за Србе. Тако је Босанској Крупи за време великог илинданског покоља Срба 1941. године у цркви затворено око 70 лица. Ту су их усташе страшно тукле и палиле „црквене свеће и Србима се изругивали да им још за живота горе свеће (за душу). Доцније су их из цркве извели и поубијали у пољу, а у цркву затворили похапшене Српкиње из Босанске Крупе".

### Рат у БиХ
У периоду од априла 1992. па до половине септембра 1995. године, Босанска Крупа се налазила на линији фронта између сукобљених страна. Ријека Уна је у том дијелу представљала природну западну границу тадашње Републике Српске. Сам град је претрпио доста штете.
Након рата, Босанска Крупа је већином обновљена.

## Становништво
|                      | 2013.           | 1991.           | 1981.           | 1971.           |
| Укупно               | 10 196 (100,0%) | 14 416 (100,0%) | 12 055 (100,0%) | 8 974 (100,0%)  |
| Бошњаци              | 9 658 (94,72%)  | 9 519 (66,03%)1 | 6 858 (56,89%)1 | 6 070 (67,64%)1 |
| Роми                 | 116 (1,138%)    | –               | –               | –               |
| Босанци              | 98 (0,961%)     | –               | –               | –               |
| Муслимани            | 75 (0,736%)     | –               | –               | –               |
| Неизјашњени          | 56 (0,549%)     | –               | –               | –               |
| Срби                 | 53 (0,520%)     | 4 044 (28,05%)  | 3 142 (26,06%)  | 2 433 (27,11%)  |
| Хрвати               | 50 (0,490%)     | 102 (0,708%)    | 109 (0,904%)    | 202 (2,251%)    |
| Босанци и Херцеговци | 28 (0,275%)     | –               | –               | –               |
| Албанци              | 21 (0,206%)     | –               | –               | –               |
| Остали               | 19 (0,186%)     | 200 (1,387%)    | 182 (1,510%)    | 86 (0,958%)     |
| Непознато            | 16 (0,157%)     | –               | –               | –               |
| Југословени          | 2 (0,020%)      | 551 (3,822%)    | 1 764 (14,63%)  | 183 (2,039%)    |
| Македонци            | 1 (0,010%)      | –               | –               | –               |
| Словенци             | 1 (0,010%)      | –               | –               | –               |
| Турци                | 1 (0,010%)      | –               | –               | –               |
| Православци          | 1 (0,010%)      | –               | –               | –               |

1. 1 На пописима од 1971. до 1991. Бошњаци су пописивани углавном као Муслимани.

## Знамените личности
- Јелена Станковић, српска игуманија Манастира Драче.[13]